# Objaw Olivera
Objaw Olivera (pełna nazwa: objaw pociągania krtani ku dołowi Olivera) – patologiczny objaw występujący w przypadku:
- tętniaka łuku tętnicy głównej
- zapalenia śródpiersia – niekiedy w obecności zrostów
- częstoskurczu napadowego
- choroby Gravesa-Basedowa
- opadnięcia trzewi
- niektórych guzów śródpiersia
- innych zmian, powodujących przysunięcie tchawicy albo oskrzela lewego do łuku aorty

Nie jest to więc objaw wskaźnikowy.
Sprawdzanie jego występowania polega na tym, że u chorego, który stojąc z zamkniętymi ustami mocno odchyla głowę do tyłu, lekko ujmując chrząstkę tarczowatą dwoma palcami, unosimy ją ku górze, zbliżając w ten sposób krtań ku łukowi aorty. W przypadku występowania tętniaka krtań unosi się w czasie skurczu a obniża przy rozkurczu serca – objaw jest wówczas dodatni.